# Johnny the Homicidal Maniac
Johnny the Homicidal Maniac är en serie i svartvitt av Jhonen Vasquez som startade som en serie korta seriestrippar i gothtidningen Carpe Noctem. Serien blev sedan publicerad i sju nummer av Slave Labor Graphics mellan augusti 1995 och januari 1997. Serien har haft två spinoffer: Squee och I Feel Sick. Hela serien har också givits ut som pocketbok under namnet JTHM: Directors Cut.